# Augustin Daniel Humelnicu
Augustin Daniel Humelnicu (n. 29 august 1971, Botoșani, România) este un politician român care a fost senator în legislatura 2008-2012, ales în județul Botoșani pe listele Partidului Democrat Liberal.